# Стара гарда 2
Стара гарда 2 (енгл. The Old Guard 2) амерички је суперхеројски филм из 2025. Режију потписује Викторија Махони, по сценарију Грега Раке. Темељи се на серијалу стрипова Стара гарда. Наставак је филма Стара гарда (2020). Глумачку поставу предводи Шарлиз Терон.
Филм је 2. јула 2025. приказао Netflix.

## Радња
Енди и њено друштво бесмртних ратника у промењеним околностима се боре против новог моћног непријатеља који је претња њиховој мисији да заштите човечанство.

## Улоге
| Глумац          | Улога       |
| --------------- | ----------- |
| Шарлиз Терон    | Енди        |
| Кики Лејн       | Најл Фриман |
| Марван Кензари  | Џо          |
| Лука Маринели   | Ники        |
| Матјас Схунартс | Букер       |
| Вероника Нго    | Квин        |
| Чуетел Еџиофор  | Џејмс Копли |
| Ума Терман      | Дискорд     |
| Хенри Голдинг   | Туа         |